# Dioon angustifolium
Dioon angustifolium — вид голонасінних рослин класу саговникоподібні (Cycadopsida).

## Поширення, екологія
Країни поширення: Мексика (Нуево Леон, Тамауліпас). Рослини зустрічаються серед скель і на схилах в посушливих типах листяного лісу. Вони також знаходяться в Маторалях (чагарниках).

## Загрози та охорона
Загрози невідомі. 